# Schloss Červený Hrádek

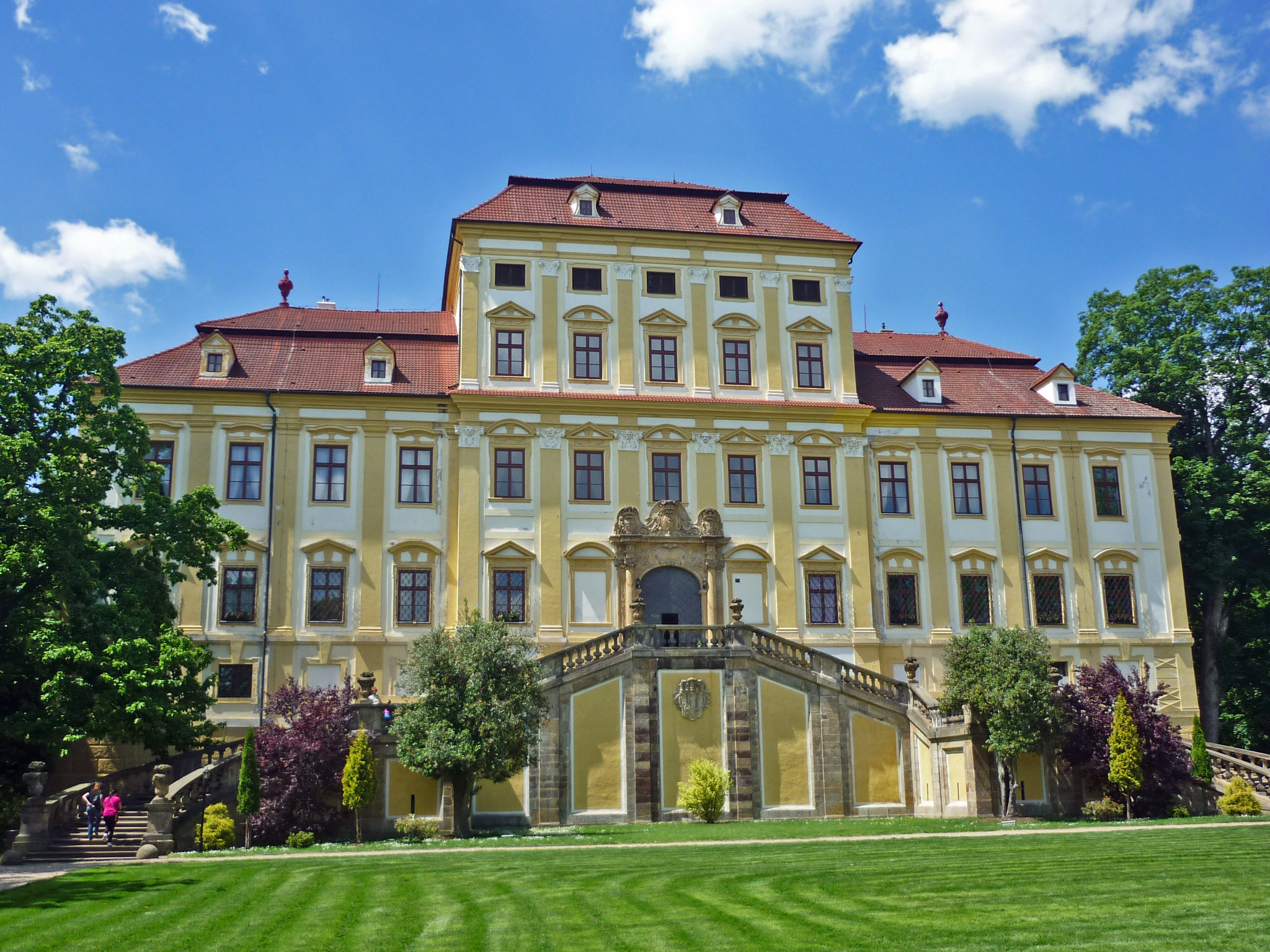
Schloss Rothenhaus (Červený Hrádek)

Das Schloss Červený Hrádek (deutsch Schloss Rothenhaus) liegt etwa anderthalb Kilometer nördlich des Stadtzentrums von Jirkov (Görkau) im Kreis Chomutov in der Aussiger Region, auf einer Anhöhe am südlichen Hang des Erzgebirges in Tschechien. Das Schloss steht unter Denkmalschutz und ist für die Öffentlichkeit zugänglich. 
Die gleichnamige Ortschaft Červený Hrádek liegt östlich unterhalb vom Schloss. 

## Geschichte
Ursprünglich stand an der Stelle des Schlosses die Burg Borek. Belege über die Gründung dieser Burg liegen nicht vor. Vermutlich wurde diese aber vor 1413 von Dietrich Kraa erbaut. 1415 erhielt Kraa vom König Wenzel IV. die Burg und zwei Teile des Ortes Borek als Lehen. Seine Frau Katharina verkaufte 1417 alles an Wenzel von Morawes und Kopitz (tschech. Václav z Moravěvsi a Kopist). Da Wenzel katholisch war, kämpfte er während der Hussitenkriege auf der Seite des Kaisers Sigismund.
Im Jahr 1421 wurden die Burg und die Ansiedlung Borek von den Hussiten abgebrannt. Nach der Wiederherstellung der Burg wurde diese mit roter Farbe versehen. Ab diesem Zeitpunkt nannte man sie Rote Burg (Červený Hrádek). 1448 kaufte Albert von Konipas, königlicher Hauptmann in Brüx (Most), die Burg. 1454 erwarb er noch die Herrschaft Seeberg hinzu. Sein Sohn verkaufte den Besitz an die Ogir von Otschedlitz. Ab 1473 gehörte die Herrschaft den Glatz von Altenhof. Lorenz Glatz vererbte 1516 das Eigentum der Tochter Anna, verheiratet mit Sebastian von Weitmühl, dem Herren von Chomutov (Komotau). 1547 nahmen die Sachsen Rothenhaus ein, Weitmühl erhielt es zwar wieder zurück, verpfändete es aber zwei Jahre später Heinrich von Gersdorff. Im Zuge der Verpfändung wurde 1549 erstmals ein Vorwerkshof am Aubach aufgeführt. 1554 erwarb Christoph von Carlowitz das Anwesen. Diesen interessierte aber mehr der Bergbau und er verkaufte nach und nach die Herrschaft. 1576 übergab er den Rest seinem nichtehelichen Sohn August von Gersdorff. Gleich ein Jahr darauf kaufte Bohuslav Felix von Lobkowitz und Hassenstein das Anwesen. Ihm gehörte auch Komotau (Chomutov), mit dessen Schicksal Rothenhaus (Červený Hrádek) nun bis 1605 verbunden war.
Bohuslaus' Sohn Joachim tauschte nach dem Tod seiner Frau das Eigentum mit seinem Verwandten Georg Popel von Lobkowicz (1551–1607). Er erhielt dafür Jung-Bunzlau (Mladá Boleslav). In dieser Zeit war der größte Teil der Bevölkerung protestantisch. Georg Popel war aber überzeugter Katholik und bemühte sich, die Bevölkerung zu katholisieren. Helfen sollten ihm dabei die Jesuiten, die er nach Komotau rief und die dort ein Jesuitenkollegium gründeten. 1591 kam es zum Aufstand, das Jesuitenkollegium und das Schloss wurden geplündert. Der Aufstand wurde anschließend niedergeschlagen und die Aufständischen hart bestraft. Die Stadt Chomutov verlor viele Privilegien und musste hohe Strafzahlungen leisten, von denen sie aber nach 2 Jahren befreit wurde, als Popel in Ungnade fiel und sein Eigentum konfisziert wurde.
Im Jahr 1605 wurde das große Anwesen nach und nach verkauft. Rothenhaus (Červený Hrádek) mit Görkau (Jirkov), Platten (Blatno) und 24 Dörfer kaufte Adam Herzan von Harras (tschech. Hrzánové z Harasova) († 1619). Während des folgenden Dreißigjährigen Krieges wurde die Burg des Öfteren belagert, erobert, geplündert und zweimal abgebrannt. Ab den 1630er-Jahren herrschte die Witwe Sabina, die kurz nach dem Tode ihres Mannes den kaiserlichen Oberst Herrn Morzin heiratete, der mit seiner Abteilung in Komotau (Chomutov) stationiert war. Im Jahr 1646 übernahm ihr Sohn Johann Adam von Herzan (1625–1681) das Schloss, das inzwischen eine nicht mehr reparierbare Ruine geworden war. Johann Adam baute 1655 bis 1675 ein neues Schloss. Das Aussehen des Gebäudes, dessen Entwurf vermutlich von Antonio della Porta stammte, hat sich seit dieser Zeit kaum verändert. Die Erben der Herrschaft waren die drei Herzan-Söhne Ferdinand Maximilian (Ferdinand Maxmilián), Ernst Karl (Arnošt Karel) und Siegmund Wilhelm (Zikmund Vilém). 
In den 1680er Jahren lebte der Bildhauer Johann Brokoff (1652–1718) hier im Schloss, wo sein Sohn Ferdinand Maximilian Brokoff (1688–1731) geboren wurde, dessen Vornamen offensichtlich auf den Erbprinzen Ferdinand Maximilian Herzan zurückgehen. 
Durch Kauf kam das Schloss samt Grundherrschaft 1707 an Johann Adam Andreas Fürst von Liechtenstein (1657–1712) und über dessen Tochter Marie Dominika von und zu Liechtenstein (1698–1724), die mit Heinrich Joseph Fürst von Auersperg (1697–1783) verheiratet war, an die Fürsten von Auersperg.
Im Österreichischen Erbfolgekrieg war das Schloss abwechselnd von den französischen, sächsischen und bayrischen Truppen besetzt. Im Siebenjährigen Krieg wurde es 1762 von preußischen Truppen besetzt und etwa drei Wochen lang geplündert. Ab 1766 wurde das Schloss vom Erben Johann Adam von Auersperg (1721–1795) erneut renoviert. Dieser verkaufte die Herrschaft 1771 an Johann Alexander von Rottenhan (1710–1791). 
Damit beginnt auf Schloss Rothenhaus die Epoche der Freiherrn (und ab 1774 Reichsgrafen) von Rottenhan. Nach sechs Jahren übernahm der Sohn Heinrich Franz von Rottenhan (1738–1809) die Herrschaft. Dieser war einer der bedeutendsten Männer seiner Zeit und einer der Gründer der Textilindustrie im Saazer Kreis. Er ließ auch den englischen Garten anlegen. Im Jahre 1809 erbte seine Tochter Marie Gabrielle von Rottenhan (1784–1863), verheiratet mit Georg Franz Graf von Buquoy (1781–1851) die Herrschaft Rothenhaus. Sie ließ 1832 die Bezirksstraße von Görkau über Rothenhaus und Göttersdorf nach Kallich erbauen.
Nach der Aufhebung der Patrimonialherrschaften bildete Rothenhaus/Červený Hrádek ab 1850 eine Gemeinde im Bezirk Komotau. 1861 zerstörte ein Feuer die Stallungen des Schlosses, mehrere Wohnhäuser sowie die Weberei und die Schule. Zwei Jahre später übernahm die Enkelin, Gabriela von und zu Trauttmansdorff-Weinsberg (1840–1923), die mit Prinz Ludwig Karl zu Hohenlohe-Langenburg (1823–1866) verheiratet war, das Gut. Der älteste Sohn Gottfried Karl Joseph, Prinz zu Hohenlohe-Langenburg (1860–1933) hatte sechs Kinder, von denen Max Egon zu Hohenlohe-Langenburg (1897–1968) Schloss Rothenhaus erhielt. Dieser organisierte hier 1938 die Treffen zwischen Lord Walter Runciman mit Konrad Henlein. 
Nach dem Zweiten Weltkrieg wurde das Schloss enteignet und verstaatlicht. Die ursprüngliche Ausstattung des Schlosses wurde in den Jahren 1945–1946 auf verschiedene andere Schlösser verteilt, z. B. nach Schloss Krásný Dvůr (Schönhof) und Schloss Benešov nad Ploučnicí (Bensen). Das Schloss wurde als Erholungsheim für Kinder genutzt, später als Wohnheim für griechische Kinder. Danach war hier eine Lehranstalt für bergmännische Lehrlinge und für die Chemiebetriebe in Záluží bei Most untergebracht. Ab 1967 diente das Schloss als Erholungsheim für Werktätige und danach zur Rehabilitation von Patienten und als Pflegeheim. 
Seit 1996 befindet sich das Schloss im Besitz der Stadt Jirkov. Danach wurde das gesamte Schloss bis zum Jahr 2006 aufwändig restauriert.

## Bauliche Anlage
Das barocke Schloss Červený Hrádek ist eine Vierflügelanlage mit Mansarddach und rechteckigem Grundriss, die um einen rechteckigen Innenhof angeordnet ist. Die Hauptfassade hat dreizehn Fensterachsen, wobei fünf Achsen als Mittelrisalit ausgebildet sind. 
Das Hauptgebäude des Schlosses enthält kein älteres Mauerwerk der Vorgängerbauten. Nur beim Bau der Wände an der Terrasse vor dem Schloss sind Steinelemente aus der ursprünglichen Burg verwendet worden. 
Das Schloss wurde als zweistöckiger Bau errichtet, wobei aufgrund der Geländesituation nur die Seitenflügel ein Kellergeschoss aufweisen. Der Korridor im östlichen Seitenflügel war ursprünglich ein offener Arkadengang, der später zugemauert wurde. Auf der Vorderseite des Schlosses befindet sich eine Doppeltreppe mit Geländer und Balustraden, die mit Vasen dekoriert sind. Über dem Portal ist eine Kartusche mit Inschrift und das Wappen des Bauherrn Herzan von Harras von 1675 angebracht. 
Auf der gegenüberliegenden Seite befindet sich die Einfahrt zum Innenhof mit einem einfacheren Portal mit Segmentgiebel. Beide Eingänge sind mit Stuck und bemalten Gewölbedecken versehen. Die ursprünglichen Deckengemälde sind nicht mehr erhalten, jetzt sind dort Kopien von anderen Gemälden zu sehen, z. B. der Sturz des Phaeton. 
In den Jahren 1687–1688 hat Johann Brokoff (1652–1718) im Schloss gelebt und im Hof zwei Brunnen mit den Statuen des Odysseus und des Zyklopen Polyphem aus der griechischen Mythologie sowie die Vasen auf der Treppe geschaffen. Im Jahre 1695 wurde die alte Schlosskapelle erbaut.
Das Schloss ist öffentlich zugänglich und innerhalb einer Führung durch das Schloss können der Spiegelsaal, Salon, Galerie, das Arbeitszimmer von Max Egon zu Hohenlohe, der Rittersaal und die Schlosskapelle besichtigt werden. 
Der Rittersaal, die Haupthalle des Schlosses, erstreckt sich über zwei Etagen und ist mit Statuen antiker Götter und Atlanten dekoriert. Die Wandmalereien und Stuckarbeiten stellen Schlachten-Szenen aus den Türkenkriegen sowie Jagd- und mythologische Szenen dar.
Die zerstörte Schlosskapelle wurde wiederhergestellt und mit einer neuen Orgel ausgestattet. Die ursprüngliche Ausstattung der Kapelle ist nicht mehr vorhanden. Die Schlosskapelle ist Johannes dem Täufer geweiht. 
Der Hauptaltar, die Glasfenster und die Wandmalereien sowie die Stuckdecke zeigen Szenen aus dem Leben des hl. Johannes des Täufers. Die neuen Bilder des Hauptaltars wurden vom akademischen Maler Roman Křelina (* 1966 in Vrchlabí) aus Jirkov gemalt. 

## Schlosspark

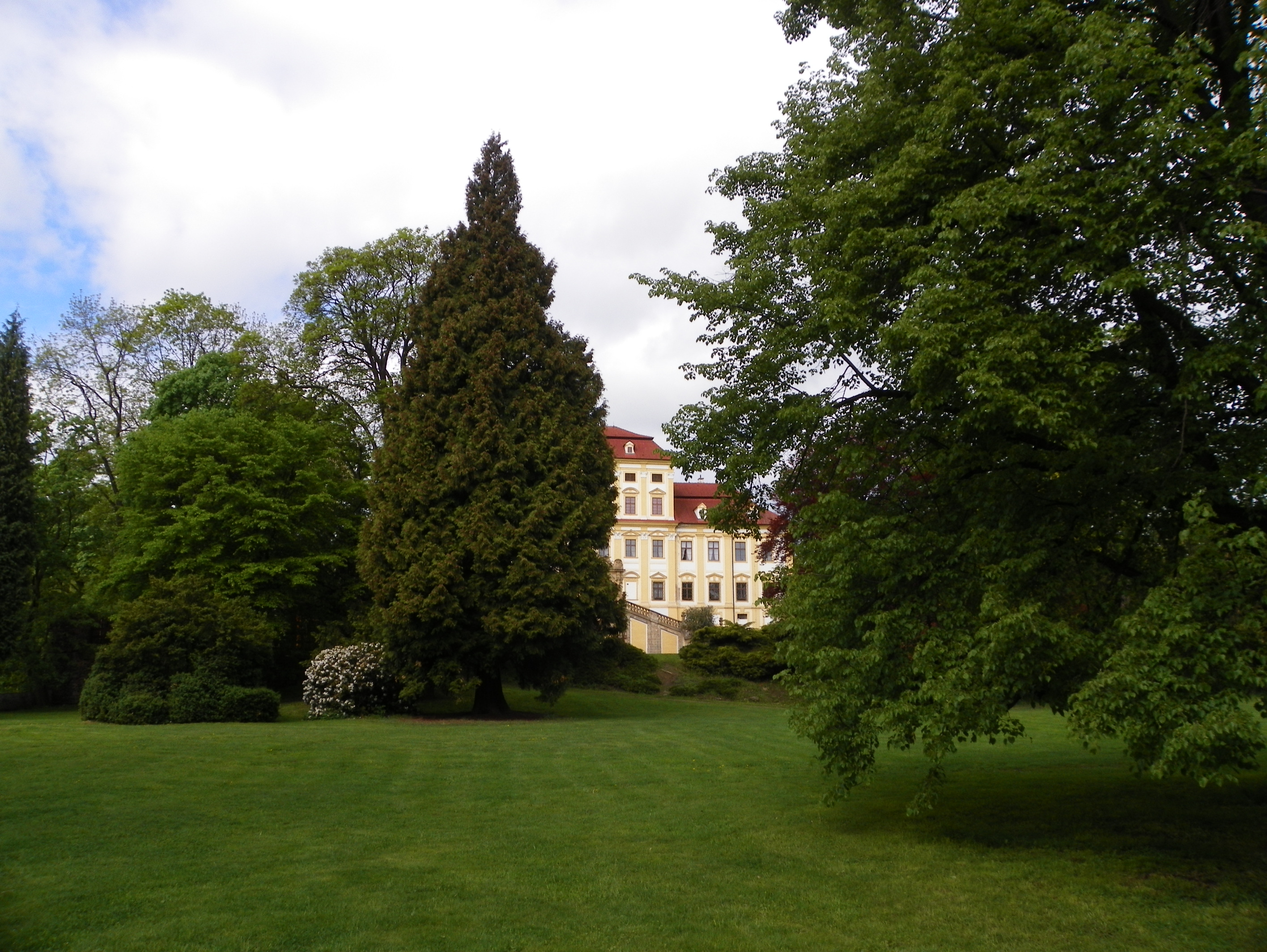

Das Schloss ist von einem großen Schlosspark und einem Wildpark umgeben. Im Park waren ursprünglich zahlreiche Statuen und Gartengebäude vorhanden, davon ist nur noch ein Wald-Pavillon (Tempel) mit Ballsaal und kleinem Theater erhalten geblieben. 
Auf dem Marienberg wurde eine Begräbnisstätte (mit Familiengruft) für die fürstlichen Familie erbaut.
Im Park wurden seltene exotische Bäume angepflanzt, seltene Magnolien und die nach dem Schloss benannte Hängefichte Picea abies „Rothenhausii“ gezüchtet.

## Bildergalerie

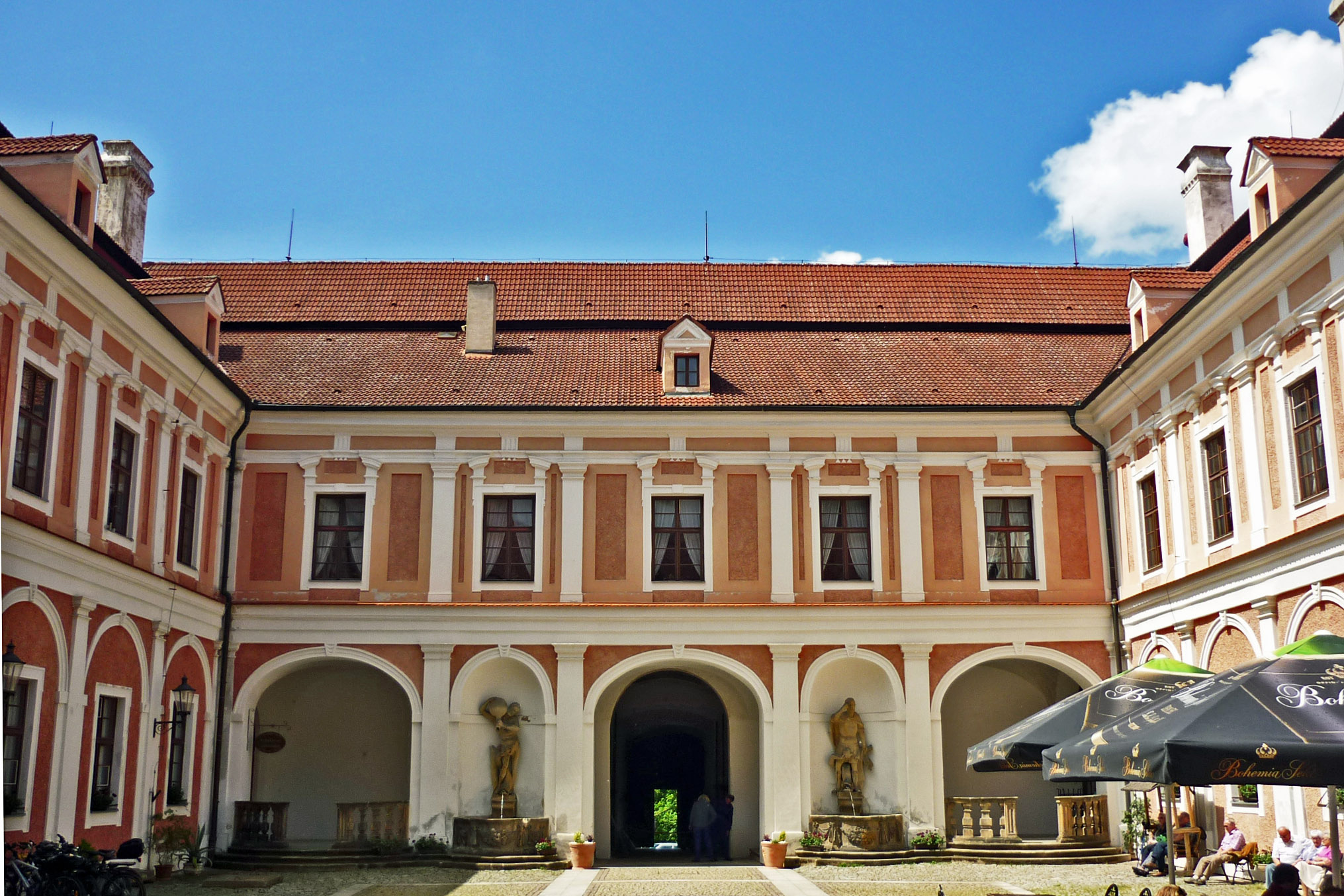
Innenhof des Schlosses
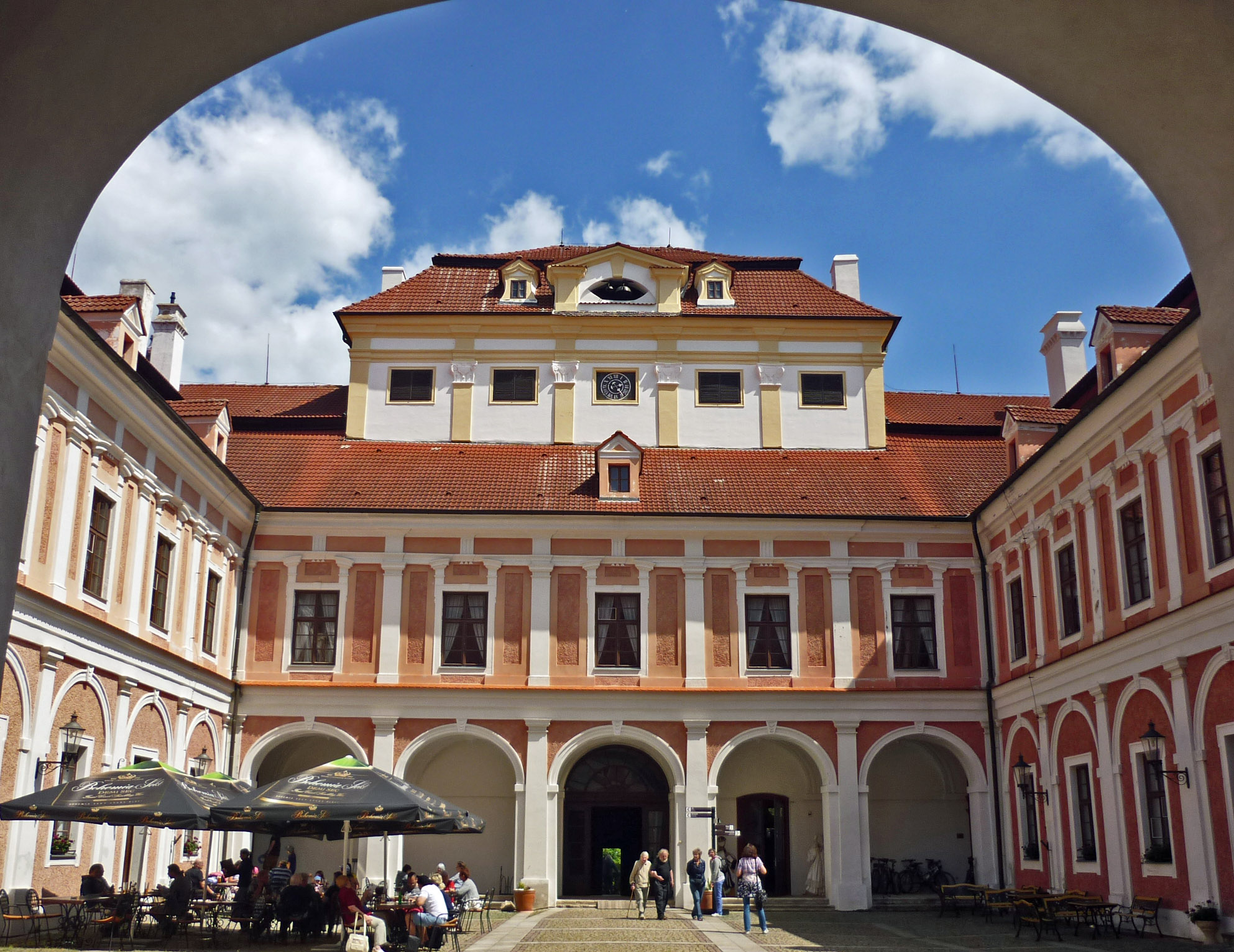
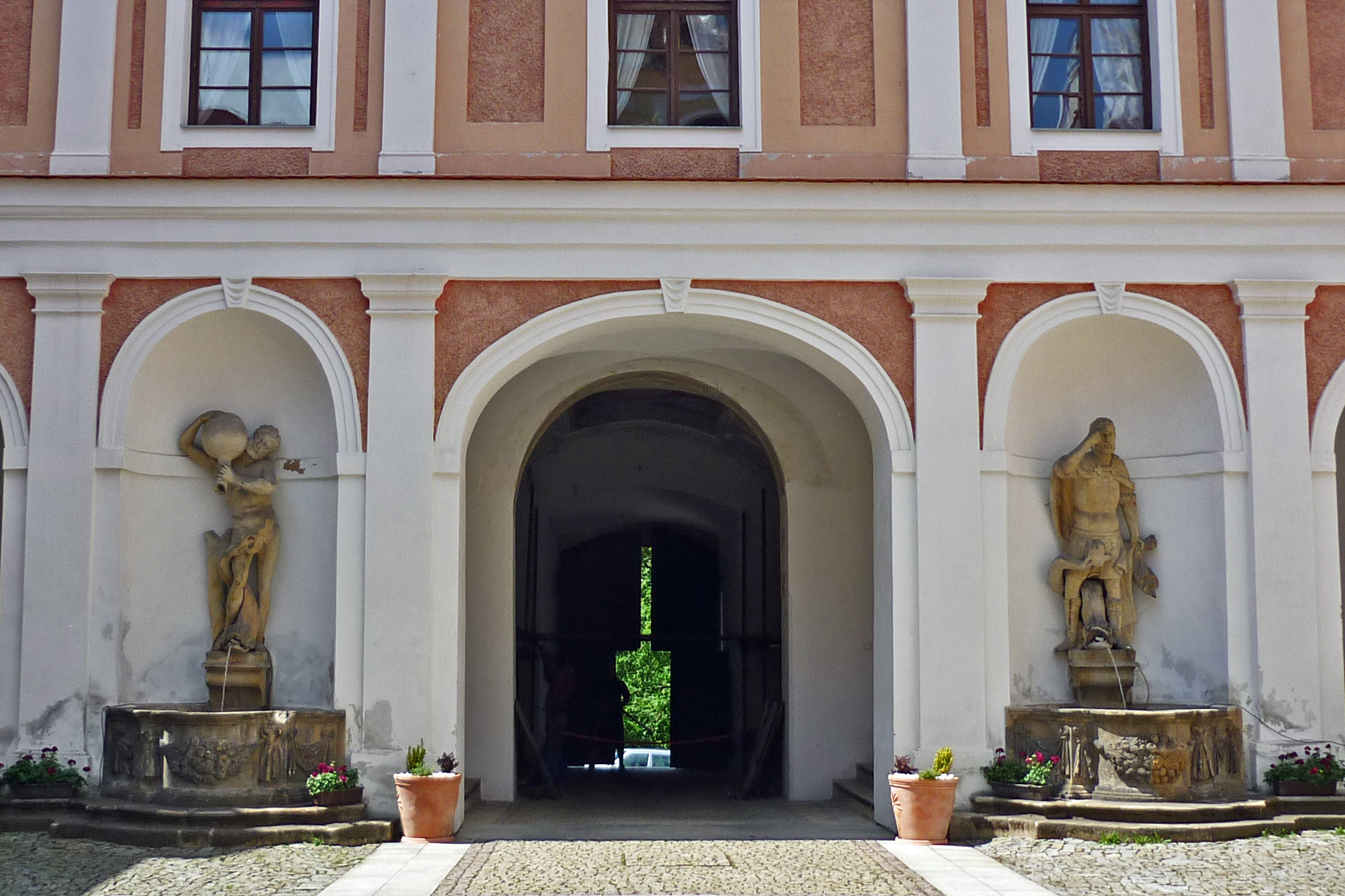
Skulpturen von Johann Brokoff im Innenhof
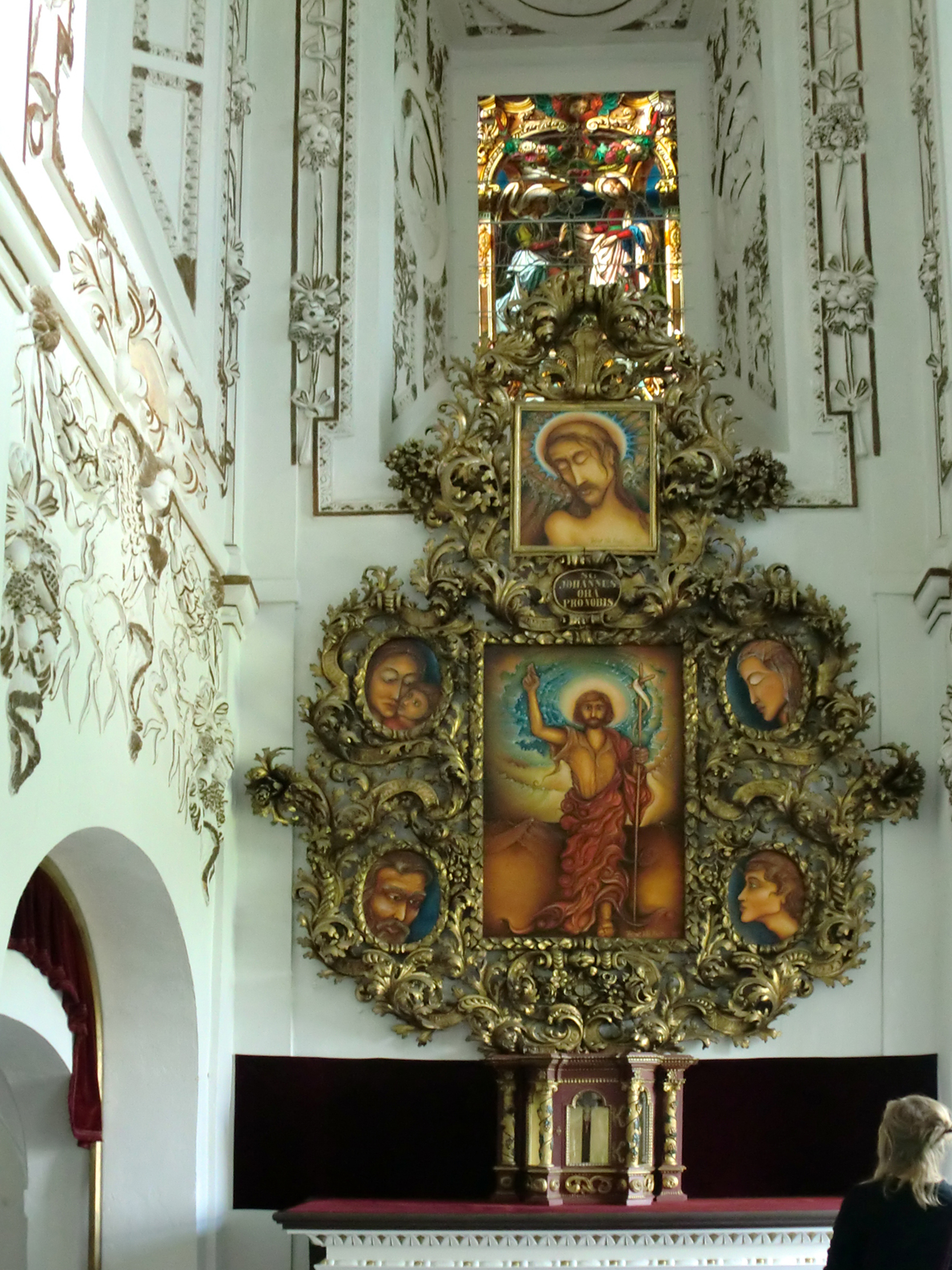
Schlosskapelle des hl. Johannes des Täufers
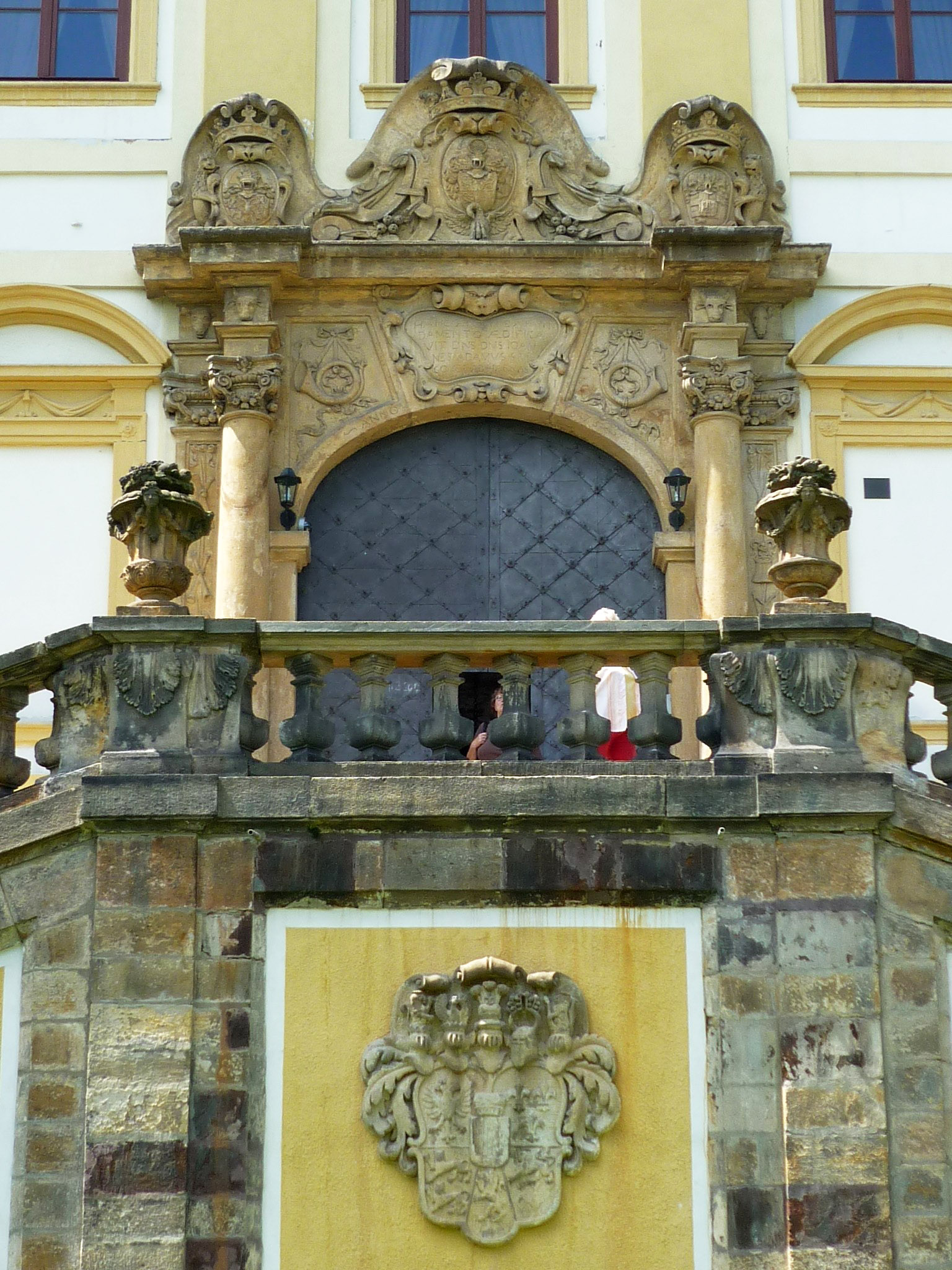
Schlossportal mit Inschrift (1675)
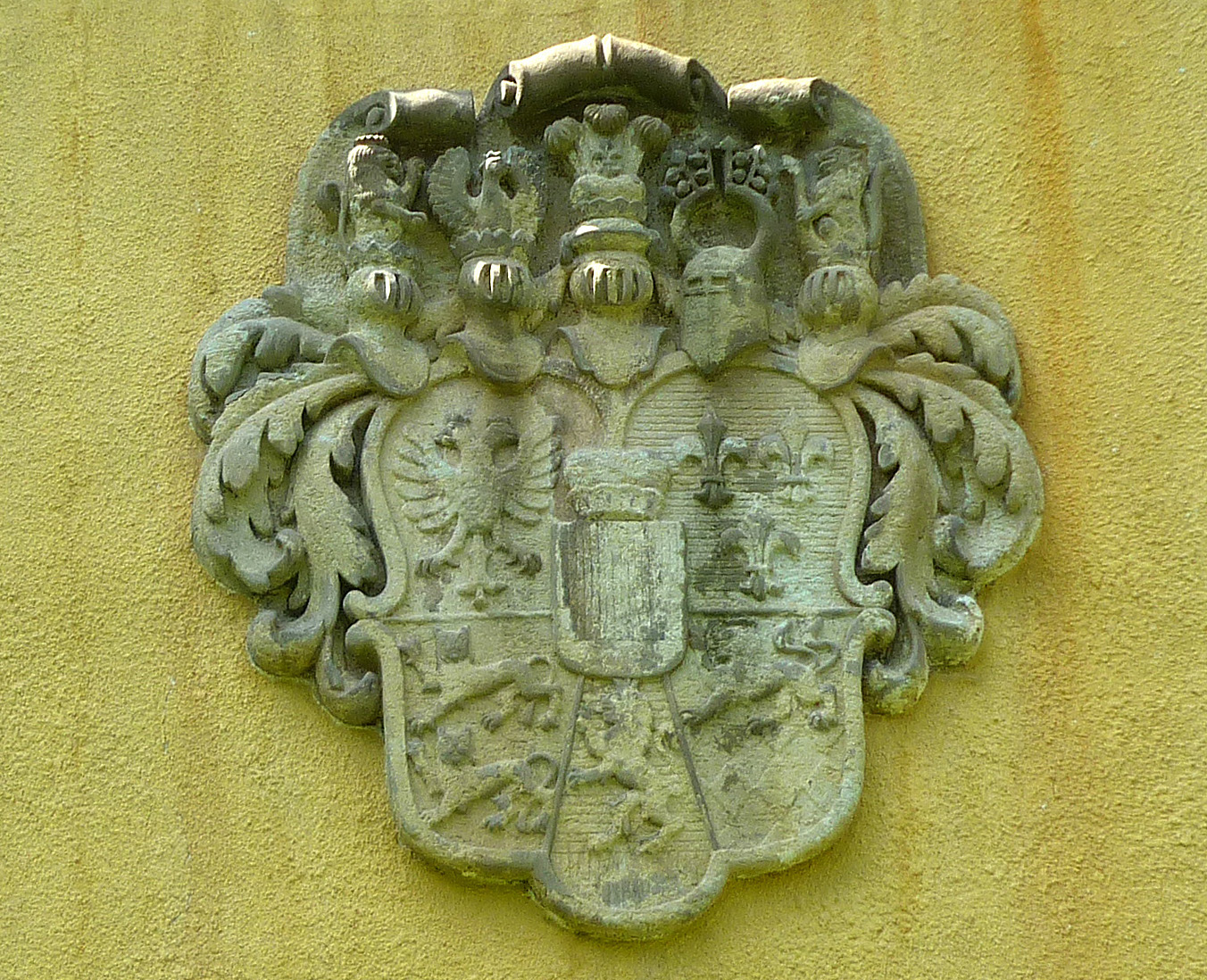
Wappen der Fürsten zu Hohenlohe-Langenburg
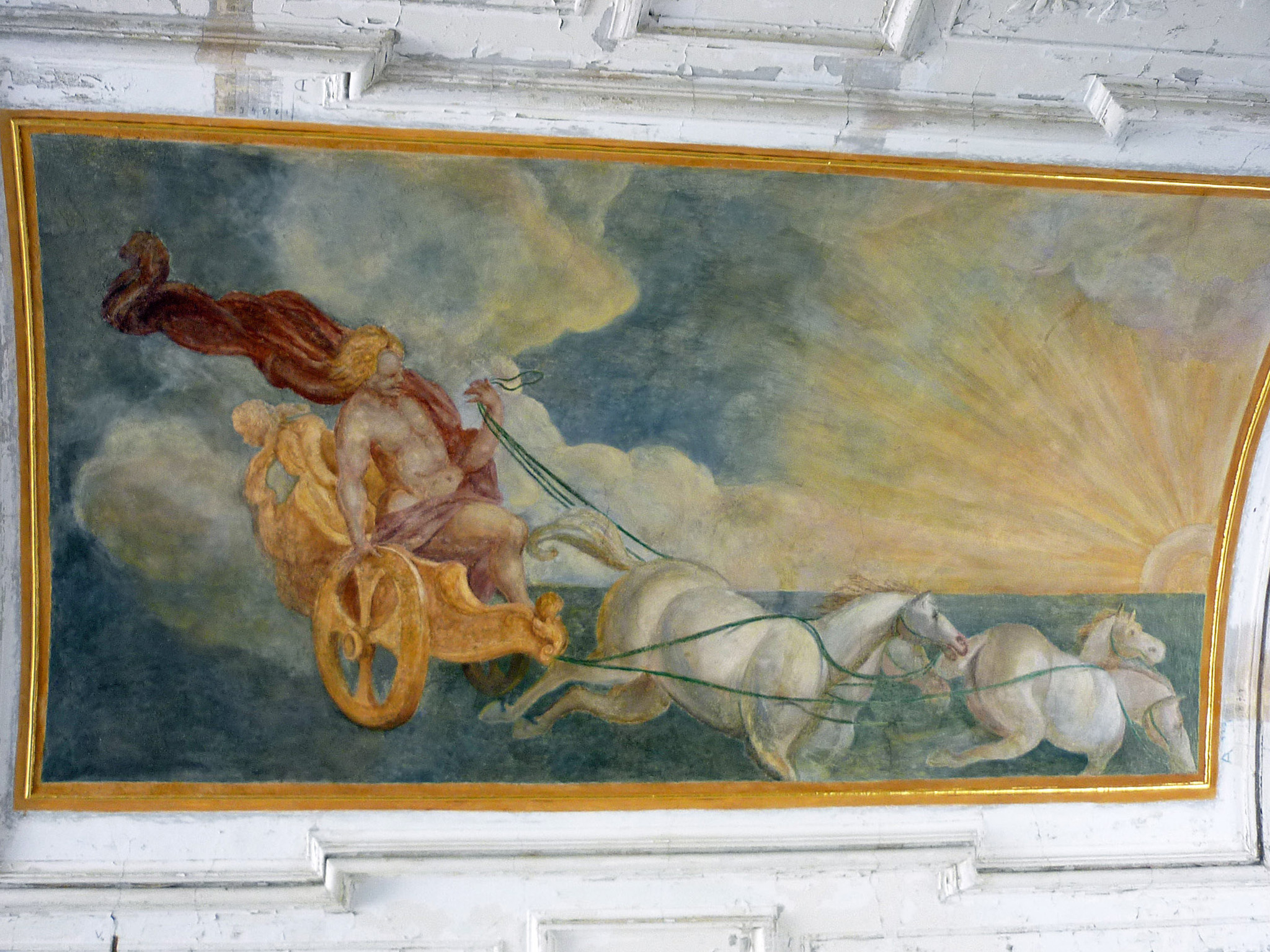
Deckengemälde in der Durchfahrt zum Schloss